# 2019. évi férfi, női felnőtt súlyemelő országos bajnokság
A 2019. évi magyar súlyemelő bajnokság 2019. november 23-24-én került megrendezésre Oroszlányon, a Gárdonyi Sportcentrumban az Oroszlányi VSK által. Ez volt az első felnőtt OB, amit a 2018. november 1-e óta alkalmazott súlycsoportokban hirdettek meg.